# Прэнгли, Тревор
Тре́вор Прэ́нгли (англ. Trevor Prangley; 24 августа 1972, Кейптаун) — южноафриканский боец смешанного стиля, выступает на профессиональном уровне с 2001 года в средней, полутяжёлой и тяжёлой весовых категориях. Известен по участию в турнирах таких организаций как UFC, Bellator, Strikeforce, Dream, в разное время владел чемпионскими титулами King of the Cage, MFC, Shark Fights, BodogFight.

## Биография
Тревор Прэнгли родился 24 августа 1972 года в Кейптауне, Южная Африка. Рос на небольшой ферме вместе с матерью, отцом, братом и сестрой, в детстве помогал родителям с разведением лошадей, овец, кур. В возрасте четырёх лет отец отвёл его в местный спортивный клуб в секцию вольной борьбы.

### Любительская карьера
В молодости регулярно боролся на различных турнирах в ЮАР. Выигрывал региональные и провинциальные титулы, а в 23 года стал национальным чемпионом по вольной борьбе. Был близок к тому, что бы попасть в южноафриканскую олимпийскую сборную, собираемую для участия в летних Олимпийских играх 1996 года в Атланте, однако в итоге сделать этого не смог, проиграв в квалификационном отборочном матче. Разочарованный и неудовлетворённый своим уровнем подготовки, решил переехать в США и осуществить свою олимпийскую мечту там.
Прэнгли оставил семью и перебрался в город Кер-д’Ален, штат Айдахо. Планировал продолжить здесь выступления, одновременно обучаясь в местном колледже, хотя совмещение было для него трудным. Уже на первых курсах удостоился статуса всеамериканского спортсмена, но на втором году обучения в финале первенства колледжа получил разрыв передней крестообразной связки и проиграл, лишившись тем самым всяких шансов на попадание в зачёт национального чемпионата. Расстроенный, он собирался вернуться в Южную Африку, но всё-таки остался, так как поступало множество предложений насчёт продолжения занятий борьбой, и приступил к интенсивной реабилитации.
Несмотря на то что врачи запретили ему бороться в течение девяти месяцев, Тревор нашёл небольшую школу джиу-джитсу и начал тренироваться — это позволило ему оставаться в форме и давало некоторую соревновательную практику. Спустя шесть месяцев, в 1998 году он провёл первый любительский бой в смешанных единоборствах — проиграл дебютный поединок, но для себя понял, что этот вид спорта ему подходит. Таким образом, Прэнгли отказался от планов возвращения к борьбе в колледже и решил целиком посвятить себя ММА. Впоследствии в течение трёх последующих лет одержал на любительском уровне 19 побед подряд.

### Профессиональная карьера
Среди профессионалов Прэнгли дебютировал в январе 2001 года в полутяжёлой весовой категории, победив своего соперника болевым приёмом на коленный сустав. В различных американских и мексиканских промоушенах одержал шесть побед подряд, в том числе рычагом локтя победил известного в будущем американского бойца Чейла Соннена. Первое в карьере поражение потерпел в январе 2003 года, единогласным решением судей от бразильца Ренату Собрала. Из-за поражения попробовал спуститься в средний вес, и это решение принесло свои плоды, в частности, на международном турнире в Атланте «Россия против США» он уверенно победил российского самбиста Андрея Семёнова.
Имея в послужном списке восемь побед и лишь одно поражение, Прэнгли привлёк к себе внимание крупного промоушена Ultimate Fighting Championship. Дебютировал здесь в июне 2004 года на UFC 48, победив оппонента удушающим приёмом во втором раунде. Второй бой, против Трэвиса Люттера на UFC 54 тоже выиграл, однако затем последовали два проигрыша, единогласным судейским решением от Джереми Хорна и уже ставшего известным Чейла Соннена на UFC 56 и UFC Ultimate Fight Night 4 соответственно.
Поскольку в UFC не стали продлевать с ним контракт, с 2006 года Прэнгли начал выступать в менее престижной организации BodogFight — победил здесь нескольких крепких бойцов, в том числе вновь взял верх над россиянином Семёновым, а в конечном счёте в июле 2007 года в поединке с японцем Юки Кондо завоевал чемпионский пояс в среднем весе — после второго раунда врач запретил японцу продолжать бой, и рефери зафиксировал технический нокаут.
Примерно в это же время Прэнгли начал активно сотрудничать с таким известным промоушеном как Strikeforce, причём дрался здесь в непривычной для себя тяжёлой весовой категории. Рычагом локтя и судейским решением дважды победил тяжеловеса Энтони Руиса. Принял участие в небольшом гран-при среднего веса Strikeforce, в полуфинальном неоднозначном поединке прошёл Фаланико Витале (в целом бой был равным, однако в середине второго раунда Витале получил непреднамеренный тычок в глаз и не смог продолжать, в результате чего рефери признал победителем Прэнгли), тогда как в финале был нокаутирован ударом колена в корпус бразильцем Жоржи Сантиагу.
Выступления в Strikeforce Тревор Прэнгли чередовал с выступлениями в других промоушенах, например, в мае 2009 года он провёл один бой в Maximum Fighting Championship и в пятираундовом противостоянии с Эмануэлем Ньютоном завоевал чемпионский титул этой организации в полутяжёлой весовой категории. В том же году добился того же результата на турнире Shark Fights, добавив в коллекцию ещё один чемпионский пояс в полутяжёлом весе. При всём при том, в Strikeforce дела у него складывались не очень удачно. В поединке с французом Карлом Амуссу из-за случайного тычка в глаз была зафиксирована техническая ничья, затем последовали два поражения удушающими приёмами сзади от Тима Кеннеди и мастера бразильского джиу-джитсу Роджера Грейси. Ко всему прочему, в 2011 году в японском промоушене Dream он проиграл нокаутом местному бойцу Тацуе Мидзуно и досрочно уступил Эктору Ломбарду на одном из турниров Bellator.

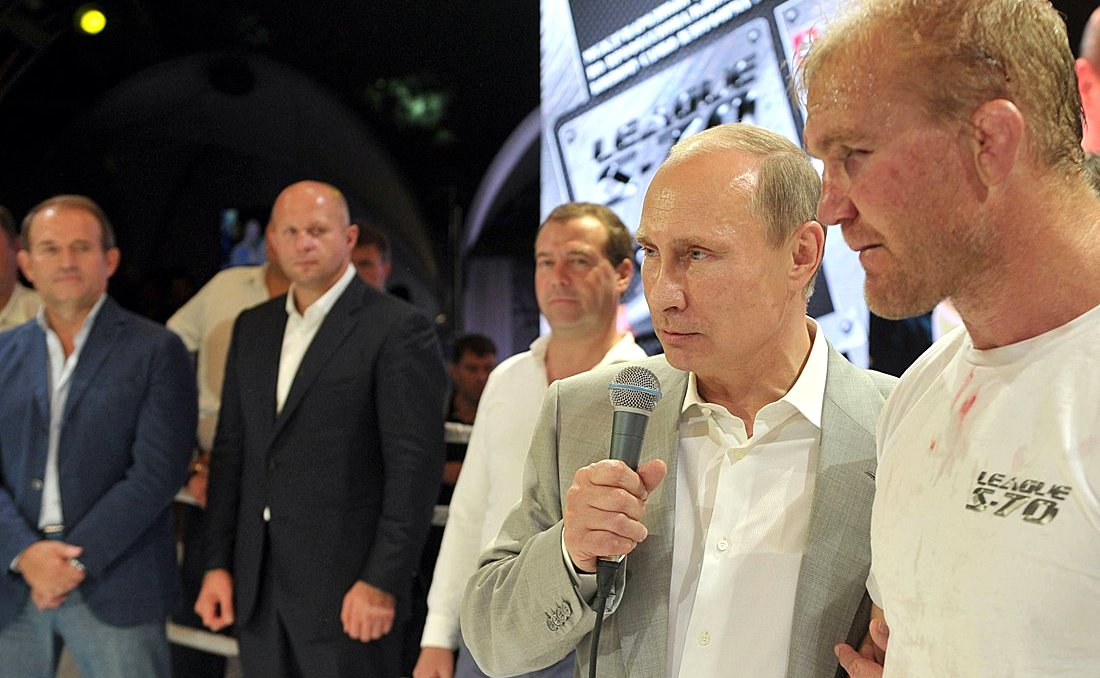
Тревор Прэнгли на турнире «Плотформа S-70» в 2013 году

Несмотря на ряд обидных поражений, Тревор Прэнгли продолжил драться в клетке и сделал серию из семи побед. Так, сезон 2012 года он начал с победы нокаутом над россиянином Багой Агаевым в рамках индийского промоушена Super Fight League — в итоге их поединок был признан лучшим боем вечера. Позже подписал контракт с калифорнийской организацией King of the Cage и вскоре стал у них чемпионом в полутяжёлом весе, завоевав вакантный титул в поединке с Тони Лопесом (в четвёртом раунде Лопес нанёс запрещённый удар коленом, бой остановили и техническим решением большинства судей отдали победу Прэнгли). Полученный чемпионский пояс он защитил в общей сложности шесть раз. В 2015 году вместо защиты титула провёл рейтинговый бой в тяжёлом весе против Майка Хейза, закончившийся ничьей.
Между защитами титула King of the Cage Прэнгли дважды выступил в России. В августе 2013 года на турнире Лиги S-70 в Сочи техническим нокаутом проиграл российскому самбисту Вячеславу Василевскому. В сентябре 2014 года на турнире Fight Nights «Битва под Москвой 17» техническим нокаутом уступил другому россиянину Максиму Гришину.

## Статистика в ММА
| Боёв 47  | Побед 34 | Поражений 11 |
| -------- | -------- | ------------ |
| Нокаутом | 8        | 5            |
| Сдачей   | 14       | 3            |
| Решением | 12       | 3            |
| Ничьи    | 2        | 2            |

| Результат | Рекорд  | Соперник             | Способ                 | Турнир                                                   | Дата             | Раунд | Время | Место              | Примечание                                               |
| --------- | ------- | -------------------- | ---------------------- | -------------------------------------------------------- | ---------------- | ----- | ----- | ------------------ | -------------------------------------------------------- |
| Ничья     | 34-11-2 | Майк Хейз            | Раздельное решение     | KOTC: Awakening                                          | 4 июня 2015      | 3     | 5:00  | Уорли, США         | Бой в тяжёлом весе                                       |
| Победа    | 34-11-1 | Ричард Блейк         | Треугольник руками     | KOTC: Tactical Strike                                    | 13 ноября 2014   | 1     | 2:07  | Уорли, США         | Защитил титул чемпиона KOTC в полутяжёлом весе           |
| Поражение | 33-11-1 | Максим Гришин        | TKO (удары руками)     | Fight Nights. Битва под Москвой 17                       | 30 сентября 2014 | 2     | 2:56  | Москва, Россия     |                                                          |
| Победа    | 33-10-1 | Джаред Торгесон      | KO (punches)           | KOTC: Steadfast                                          | 14 августа 2014  | 1     | 1:07  | Уорли, США         | Защитил титул чемпиона KOTC в полутяжёлом весе           |
| Победа    | 32-10-1 | Джаред Торгесон      | Единогласное решение   | KOTC: Double Impact                                      | 4 октября 2013   | 5     | 5:00  | Уорли, США         | Защитил титул чемпиона KOTC в полутяжёлом весе           |
| Поражение | 31-10-1 | Вячеслав Василевский | TKO (удары руками)     | Лига S-70: Платформа S-70                                | 18 августа 2013  | 3     | 2:32  | Сочи, Россия       |                                                          |
| Победа    | 31-9-1  | Тони Лопес           | Рычаг локтя            | KOTC: It’s Personal                                      | 13 июня 2013     | 2     | 3:41  | Уорли, США         | Защитил титул чемпиона KOTC в полутяжёлом весе           |
| Победа    | 30-9-1  | Дэн Молина           | Болевой «кимура»       | KOTC: Fighting Legends                                   | 13 апреля 2013   | 3     | 2:06  | Оровилл, США       | Защитил титул чемпиона KOTC в полутяжёлом весе           |
| Победа    | 29-9-1  | Брендон Андерсон     | Болевой «кимура»       | KOTC: Free Fall 2                                        | 22 февраля 2013  | 1     | 2:54  | Кер-д’Ален, США    | Защитил титул чемпиона KOTC в полутяжёлом весе           |
| Победа    | 28-9-1  | Тони Лопес           | Решение большинства    | KOTC: Vigilante                                          | 20 декабря 2012  | 4     | 1:10  | Хайленд, США       | Выиграл вакантный титул чемпиона KOTC в полутяжёлом весе |
| Победа    | 27-9-1  | Майк Кук             | Остановка врачом       | KOTC: Breaking Point                                     | 23 августа 2012  | 1     | 5:00  | Уорли, США         | Бой в промежуточном весе                                 |
| Победа    | 26-9-1  | Джордж Сторк         | Удушение сзади         | KOTC: Wild Card                                          | 17 мая 2012      | 3     | 2:42  | Уорли, США         |                                                          |
| Победа    | 25-9-1  | Бага Агаев           | KO (удары руками)      | Super Fight League 3                                     | 6 мая 2012       | 3     | 2:03  | Нью-Дели, Индия    | Лучший бой вечера                                        |
| Поражение | 24-9-1  | Эктор Ломбард        | TKO (удары руками)     | Bellator 58                                              | 19 ноября 2011   | 2     | 1:06  | Холливуд, США      | Бой в промежуточном весе                                 |
| Победа    | 24-8-1  | Тони Кинг            | KO (удар рукой)        | North Idaho Fight Night                                  | 17 сентября 2011 | 1     | 0:37  | Айдахо, США        |                                                          |
| Поражение | 23-8-1  | Тацуя Мидзуно        | KO (коленом в корпус)  | Dream: Japan GP Final                                    | 16 июля 2011     | 1     | 4:41  | Токио, Япония      |                                                          |
| Поражение | 23-7-1  | Роджер Грейси        | Удушение сзади         | Strikeforce: Diaz vs. Cyborg                             | 29 января 2011   | 1     | 4:19  | Сан-Хосе, США      |                                                          |
| Победа    | 23-6-1  | Кит Джардин          | Раздельное решение     | Shark Fights 13: Jardine vs Prangley                     | 11 сентября 2010 | 3     | 5:00  | Амарилло, США      | Нетитульный бой в полутяжёлом весе                       |
| Поражение | 22-6-1  | Тим Кеннеди          | Удушение сзади         | Strikeforce: Los Angeles                                 | 16 июня 2010     | 1     | 3:35  | Лос-Анджелес, США  |                                                          |
| Ничья     | 22-5-1  | Карл Амуссу          | Техническая ничья      | Strikeforce Challengers: Kaufman vs. Hashi               | 26 февраля 2010  | 1     | 4:14  | Сан-Хосе, США      | Бой в среднем весе                                       |
| Победа    | 22-5    | Маркус Сурса         | Удушение сзади         | Shark Fights 7: Sursa vs Prangley                        | 28 ноября 2009   | 1     | 4:40  | Амарилло, США      | Выиграл титул чемпиона Shark Fights в полутяжёлом весе   |
| Победа    | 21-5    | Деннис Рид           | KO (удар рукой)        | Arena Rumble: Horn vs. Guida                             | 12 сентября 2009 | 1     | 0:20  | Спокан, США        |                                                          |
| Победа    | 20-5    | Эмануэль Ньютон      | Единогласное решение   | MFC 21                                                   | 15 мая 2009      | 5     | 5:00  | Эноч, Канада       | Выиграл титул чемпиона MFC в полутяжёлом весе            |
| Победа    | 19-5    | Исидро Гонсалес      | Удушение сзади         | Professional Fighting Association: Champion vs. Champion | 27 марта 2009    | 1     | 3:41  | Кер-д’Ален, США    |                                                          |
| Победа    | 18-5    | Энтони Руис          | Единогласное решение   | Strikeforce: At The Mansion II                           | 20 сентября 2008 | 3     | 5:00  | Лос-Анджелес, США  | Бой в тяжёлом весе                                       |
| Поражение | 17-5    | Жоржи Сантиагу       | KO (коленом в корпус)  | Strikeforce: Four Men Enter, One Man Survives            | 16 ноября 2007   | 1     | 2:31  | Сан-Хосе, США      |                                                          |
| Победа    | 17-4    | Фаланико Витале      | Решение рефери         | Strikeforce: Four Men Enter, One Man Survives            | 16 ноября 2007   | 2     | 2:12  | Сан-Хосе, США      | Бой остановлен из-за тычка пальцем в глаз.               |
| Победа    | 16-4    | Юки Кондо            | TKO (остановка врачом) | BodogFight: Alvarez vs Lee                               | 14 июля 2007     | 2     | 5:00  | Трентон, США       | Выиграл титул чемпиона BodogFight в среднем весе         |
| Победа    | 15-4    | Пьер Гилле           | Удушение сзади         | BodogFight: Costa Rica                                   | 17 февраля 2007  | 1     | 1:50  | Коста-Рика         |                                                          |
| Победа    | 14-4    | Андрей Семёнов       | Единогласное решение   | BodogFight: USA vs Russia                                | 2 декабря 2006   | 3     | 5:00  | Ванкувер, Канада   |                                                          |
| Победа    | 13-4    | Энтони Руис          | Рычаг локтя            | Strikeforce: Tank vs. Buentello                          | 7 октября 2006   | 1     | 4:42  | Фресно, США        | Бой в тяжёлом весе                                       |
| Победа    | 12-4    | Киаси Ускола         | Треугольник руками     | BodogFight: Costa Rica                                   | 22 августа 2006  | 2     | 0:35  | Коста-Рика         |                                                          |
| Поражение | 11-4    | Чейл Соннен          | Единогласное решение   | UFC Fight Night 4                                        | 6 апреля 2006    | 3     | 5:00  | Лас-Вегас, США     |                                                          |
| Поражение | 11-3    | Джереми Хорн         | Единогласное решение   | UFC 56                                                   | 19 ноября 2005   | 3     | 5:00  | Лас-Вегас, США     |                                                          |
| Победа    | 11-2    | Трэвис Люттер        | Единогласное решение   | UFC 54                                                   | 20 августа 2005  | 3     | 5:00  | Лас-Вегас, США     |                                                          |
| Победа    | 10-2    | Мэтт Хорвич          | Единогласное решение   | SportFight 9: Respect                                    | 26 марта 2005    | 3     | 5:00  | Грешем, США        |                                                          |
| Поражение | 9-2     | Рико Хаттинф         | Удушение треугольником | African FC: All or Nothing                               | 26 февраля 2005  | 3     | 4:40  | Кейптаун, ЮАР      |                                                          |
| Победа    | 9-1     | Кёртис Стаут         | Треугольник кобры      | UFC 48                                                   | 19 июня 2004     | 2     | 1:05  | Лас-Вегас, США     |                                                          |
| Победа    | 8-1     | Андрей Семёнов       | Единогласное решение   | Euphoria: Russia vs USA                                  | 13 марта 2004    | 3     | 5:00  | Атлантик-Сити, США | Бой в среднем весе                                       |
| Победа    | 7-1     | Шейн Шарцер          | Сдача (удары)          | Kickdown Classic 8                                       | 17 января 2004   | 1     | 1:31  | Денвер, США        |                                                          |
| Поражение | 6-1     | Ренату Собрал        | Единогласное решение   | International FC: Global Domination                      | 6 сентября 2003  | 3     | 5:00  | Денвер, США        |                                                          |
| Победа    | 6-0     | Чейл Соннен          | Рычаг локтя            | Xtreme Fighting Alliance 5: Redemption                   | 25 января 2003   | 1     | 2:49  | Уэст-Палм-Бич, США |                                                          |
| Победа    | 5-0     | Мэнни Валера         | TKO (удары руками)     | Cage Fight Monterrey: Ultimate Fighting                  | 26 октября 2002  | 3     | N/A   | Монтеррей, Мексика |                                                          |
| Победа    | 4-0     | Бретт Шафер          | Единогласное решение   | Cage Fight Monterrey: Ultimate Fighting                  | 26 октября 2002  | 3     | 5:00  | Монтеррей, Мексика |                                                          |
| Победа    | 3-0     | Кайл Силс            | Единогласное решение   | Ultimate Athlete 3: Vengeance                            | 10 августа 2002  | 3     | 5:00  | Денвер, США        |                                                          |
| Победа    | 2-0     | Дарси Лендкастер     | KO (удары руками)      | Gladiators Vale Tudo                                     | 10 марта 2001    | 1     | N/A   | Уорли, США         |                                                          |
| Победа    | 1-0     | Джо Гарсия           | Рычаг колена           | Bushido 1                                                | 18 января 2001   | 1     | N/A   | Темпе, США         |                                                          |

## Личная жизнь
Женат, есть сын.